# 太田宿中山道会館
太田宿中山道会館（おおたじゅくなかせんどうかいかん）は、岐阜県美濃加茂市にある博物館。事業主体は美濃加茂市であり、株式会社三和サービスが指定管理者となっている。

## 歴史
- 2006年（平成18年）4月1日 - 開館。

## 展示
旧太田脇本陣林家住宅（重要文化財）の西隣にある。江戸時代に中山道の宿場町だった太田宿の様子、「太田の渡し」、御降嫁で太田宿に宿泊した和宮親子内親王などの資料を展示している。

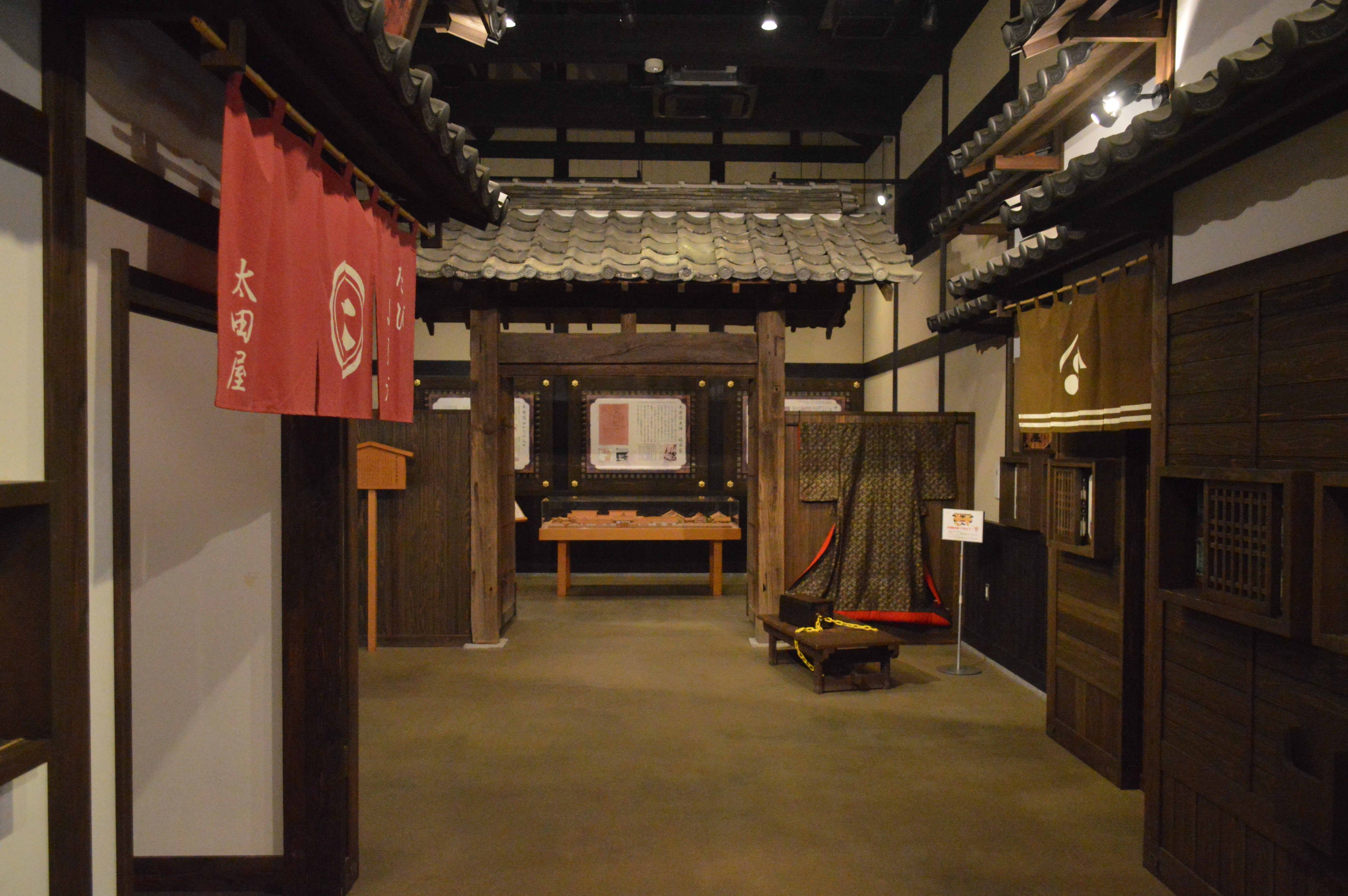
展示室
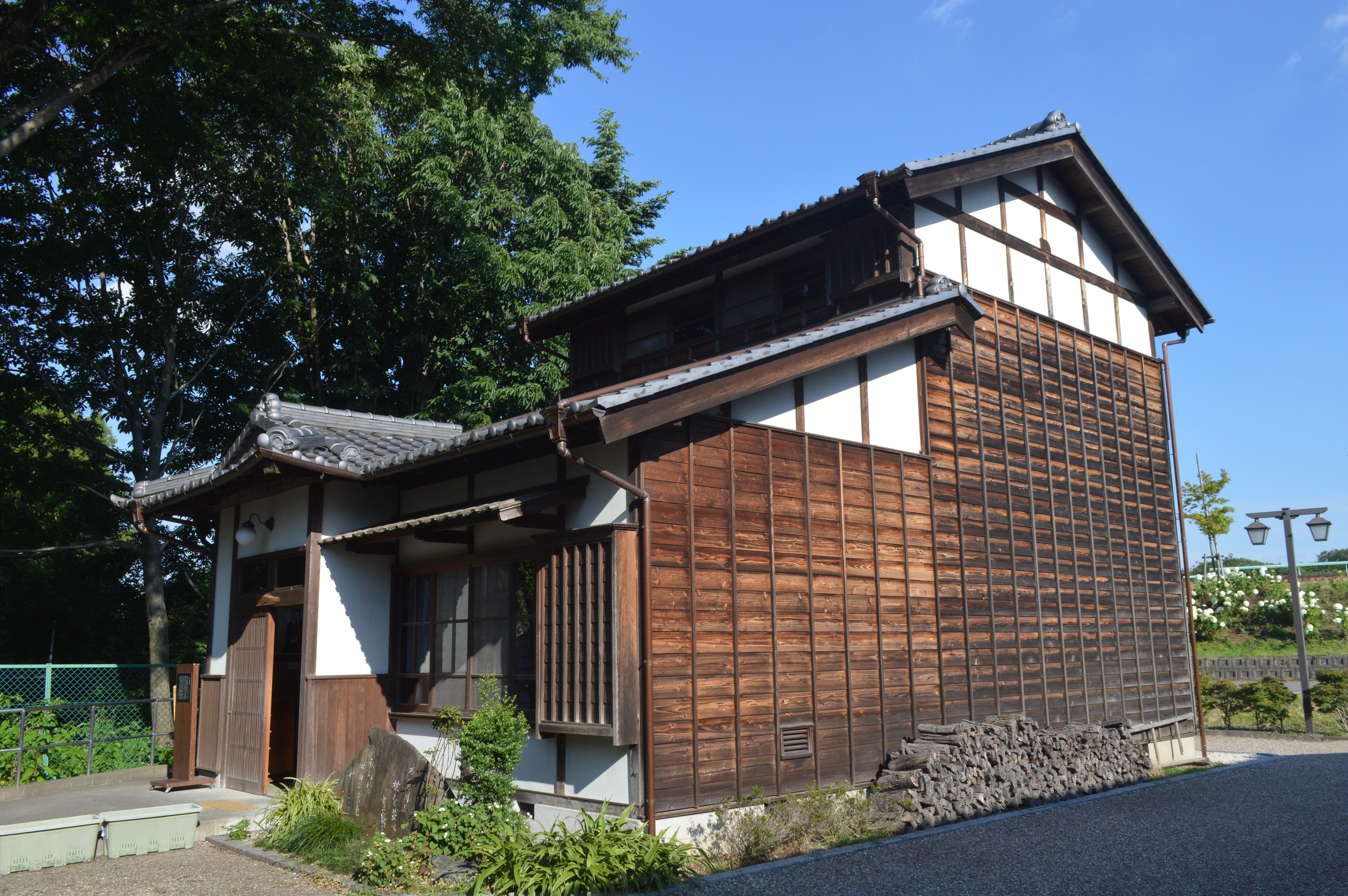
ゆかりの家「糸遊庵」 - 岡本一平の居宅を再現している。岡本は1946年（昭和21年）から死去するまでの2年間、美濃加茂市下古井に住んで文芸活動や芸術活動を展開した。岡本のほかに坪内逍遙など美濃加茂市にゆかりのある著名人を紹介している。
- 休憩飲料コーナー
- 物産展示販売コーナー

- 展示室
- 「糸遊庵」

## 利用案内
開館時間
- 9時～17時

休館日
- 毎週月曜日、祝日の翌日（月曜が祝日の場合は開館）、12月29日～1月3日

入館料
- 無料

駐車場
- 50台

## 交通アクセス
- 東海環状自動車道 美濃加茂ICより車で約10分。
- JR高山本線・太多線・長良川鉄道越美南線 美濃太田駅より徒歩で約10分。